# For the Young at Heart
For the Young at Heart – album studyjny amerykańskiego piosenkarza Perry’ego Como wydany w styczniu 1961 roku przez wytwórnię RCA Victor. Jest to siódmy album piosenkarza wydany w formacie 12-calowej płyty długogrającej LP. Był nagrywany 25 i 26 października oraz 2 i 15 listopada 1960 roku w Webster Hall w Nowym Jorku.

## Lista utworów

### Strona pierwsza
1. „ When You and I Were Young, Maggie”
2. „Young at Heart”
3. „I Was Young and Foolish”
4. „Too Young”
5. „You Make Me Feel So Young”
6. „Like Young”

### Strona druga
1. „Hello, Young Lovers”
2. „Especially for The Young”
3. „Too Young to Go Steady”
4. „While We're Young”
5. „Young Love”
6. „When Hearts are Young”